# 耶律朗
耶律朗（？—951年）字欧新。五代史书作耶律朗五，《契丹国志》耶律忠，辽国军人。

## 经历
季父房耶律罨古只的孙子。性格轻佻，力量大，人送绰号虎斯。天显年间作为勇才进入政府，每次战斗都能取胜，因此出名。
会同九年（946年），辽太宗入汴梁，任命他领导澶渊，控制河渡。天禄元年（947年），燕、赵已南皆响应刘知远反辽，耶律朗与汴守萧翰弃城逃回。早先耶律朗的爷爷耶律罨古只为他的弟弟耶律辖底诈取夷离堇，因此受罚，族中没有任六院职事的人；辽世宗不知道这事，任命耶律朗为六院大王。
951年耶律察割作乱，派人通知耶律朗说：“事成矣！”耶律朗派详稳萧胡里部下军队前往，命曰：“当持两端，助其胜者。”（脚踩两只船，谁能赢就帮谁）辽穆宗即位，将其处决，没收家产。

## 延伸阅读
[在维基数据编辑]
 《辽史卷一百十三》，出自脱脱《遼史》